# 林義 (正統進士)
林義（1406年—？），字尚質，廣州潮州府海陽縣人，軍籍。明朝政治人物。進士出身。

## 生平
廣東鄉試第四十六名。正統十年（1445年）乙丑科會試第十七名，殿試登進士第二甲第二十三名，登进士，授大理寺评事。

## 家族
曾祖父林友政。祖父林用和。父亲林洪錫。